# Улица Калею
Улица Ка́лею (латыш. Kalēju iela, дословно Кузнечная улица) — одна из главных улиц Старого города в Риге.
Находится между улицами Калькю и Кунгу, пересекает улицу Аудею, является одной из границ площади Альберта. Длина улицы — 585 метров.

## История
Образовалась в XIII веке, на начальном этапе истории Риги. Первоначально исполняла роль набережной реки Риги — старейшей рижской гавани, удобной для торговцев, сплавлявшихся с товарами по Даугаве.
В XVII веке, после устройства городских валов, кузнецы были выселены с прежней Кузнечной улицы (ныне улицы Розена) на набережную, которая и получила название Кузнечной (Калею). Представители цеха кузнецов проживали на набережной реки Риги между прежними крепостными стенами и валами.
В конце XIX — начале XX столетия улица также называлась Большой Кузнечной (Лиела Калею). Современное название окончательно установилось в 1938 году.

## Достопримечательности
- д. 4 — бывший собственный дом известного рижского архитектора Кристофа Хаберланда, выкуплен русской общиной и перестроен по проекту Р. Шмелинга[2].
- Комплекс жилых зданий и помещений, расположенный во Дворе Конвента, часть которых с XIV по XIX век вмещала в себя госпитали, приюты для сирот, а также богатых и небогатых вдов, а также Дом серых сестёр (д. 9/11).
- Остатки крепостной стены XIII—XV веков, часть которых подверглись реставрации в советское время (эти фрагменты сохранились в домах № 5, 7, 11, 37, 45, 47).
- Госпиталь Святого Георгия, здание которого находится на углу улицы Калею и улицы 13 Января.
- Городская застройка в стиле модерн, д. 23 (архитектор П. Мандельштам, 1903)[3]; неоклассицизм — д. 5 (архитектор П. Мандельштам, 1926).
- Особого внимания заслуживает жилой дом № 45, построенный в 1739 году.

## Легенды
Летом 1925 года во время ремонта дома № 45 в узкой стенной нише нашли полуистлевший человеческий скелет, замурованный в вертикальном положении, о чём впервые написал знаток латвийской истории, живший в Риге, Борис Шалфеев.
Ранее, в середине XIX века, здесь же были найдены скелеты двух неизвестных, закованных в цепи.